# John Collinson
John Collinson CB (* 1859 in Doncaster; † 29. August 1901 in Kassala) war ein britischer Offizier und Kolonialgouverneur.

## Leben
Collinson war ein Sohn von J. W. S. Collinson, Gutsherr von Beltoft House in Lincolnshire. Er besuchte die Royal Military Academy in Sandhurst und trat 1879 als Second Lieutenant des 58th (Rutlandshire) Regiment of Foot in die British Army ein. 1880 wurde er zum Lieutenant, 1884 zum Captain des Northamptonshire Regiment, 1894 zum Major und 1896 zum Brevet-Lieutenant-Colonel befördert. Er diente im Zulukrieg, 1879, im Ersten Burenkrieg, 1881, und nahm mit der ägyptischen Armee am Dongola-Feldzug, 1896, und am Atbara-Feldzug, 1898, teil. Er führte das Bataillon, das 1896 Akasheh einnahm. In der Schlacht von Omdurman kommandierte er die 4. Brigade der ägyptischen Armee. Für seine Verdienste dabei wurde er zum Companion des Order of the Bath ernannt sowie 1899 mit dem Osmanié-Orden dritter Klasse ausgezeichnet. 1899 wurde er Gouverneur des Kassala-Distrikts im Sudan, wo er 1901 im Alter von 41 Jahren starb.
Collinson gehörte zu seiner Zeit zu den prominentesten Angehörigen des Northamptonshire Regiments. Er war vor allem bekannt für seine häufige Teilnahme an Tigerjagden in China und Singapur, bei denen er großen Mut bewies. Nach seinem Tod brachten seine Regimentskameraden in der Church of The Holy Sepulchre in Northampton eine Gedenkplatte für ihn an.